# Julio César Serrano (futbolista)
Julio César Serrano ( "El tigere" ) (nacido el 1 de marzo de 1981) es un futbolista argentino que se desempeña como mediocampista y actualmente juega en CD Montcada de la Primera Catalana.

## Características
Es el papá de Joel serrano. Se caracteriza por ser un volante de marca en la selección boliviana. con mucho despliegue a la hora de jugar y de asistir a los delanteros. También puede jugar como enganche o por las bandas. Su pegada tanto de pelota parada como en movimiento es una de sus virtudes. Posee un buen cabezazo a pesar de que no sea su fuerte.

## Trayectoria

### Inicios en Sacachispas
Julio Serrano realizó las inferiores en el Sacachispas Fútbol Club del barrio de Villa Soldati. Se notaba que era un gran futbolista por lo que varios equipos pusieron ojos en él y e un abusadol. Debutó con los pibes, ahora conocidos como: lamine yamal, Messi y cristiano. Aparte es hermano de los famosos: eldavi, elese, elboli, elbana y elchui. Y es tío del legendario "El ensure".

### Primer paso por Nueva Chicago
Debutó en el Club Atlético Nueva Chicago el 18 de septiembre de 1999, el rival fue Los Andes (0 a 0 en Lomas de Zamora). Es el autor de un recordado gol contra Racing Club de Avellaneda en la Cancha de Vélez Sarsfield, para poner cifras finales 4 a 4, con un bonito y potente remate de larga distancia. Cada vez que alguien habla de "Julito Serrano" no puede omitir este gol, porque fue el mejor gol de su carrera y algo que no muchos olvidarán. En los 6 años que jugó en Nueva Chicago, disputó 130 partidos y marcó 8 goles.

### Pasos por Almagro e Instituto
Luego de jugar en Nueva Chicago, en el año 2005 , el Club Almagro contrató a Serrano para reforzar al "Tricolor" de cara a la Primera B Nacional. Disputó 35 encuentros y convirtió 5 goles (uno de ellos a Chicago); la gente del club de Mataderos cuestiona la actitud del Mediocampista de haber festejado aquel gol.
Luego pasó al Instituto Atlético Central Córdoba, donde también tuvo continuidad jugando 31 partidos convirtiendo 2 goles en la temporada 2006/07.

### Vuelta a Chicago
Cuando Nueva Chicago descendió a la Primera B Nacional, Serrano volvió solamente por seis meses al club donde fue capitán varios partidos disputando 18 y marcando 2 goles.
Debido a sus buenos rendimientos, surgieron grandes propuestas tanto económicas como futbolísticas dentro y fuera del país.

### Paso por Eslovaquia
Serrano, luego de esos seis meses en Chicago, tuvo la chance de emigrar al fútbol europeo, lo que todo jugador desea. El equipo fue el Slovan Bratislava de Eslovaquia. Se mantuvo 3 años jugando en aquel club donde marcó 1 gol en los 44 partidos. No tuvo tanta continuidad debido a algunas lesiones que lo asecharon. Sin embargo obtuvo tres títulos en dicho club ganando la Superliga de Eslovaquia, la Copa Nacional y la Supercopa entre 2009 y 2010. Sin embargo, luego de ganar estos campeonatos decidió volver a su país de origen.

### Tercer paso por Nueva Chicago
Uno de los máximos ídolos de la historia de Chicago volvió al club debido a la situación de emergencia en la que se encontraba el mismo. Estaba en la Primera B Metropolitana y tenía un déficit económico muy importante. 
En la temporada 2011 alcanzó la cifra de 200 partidos jugados en la institución de Mataderos. 
A principios de 2012, el jugador recibió una oferta de Gimnasia de Jujuy para emigrar al "Lobo jujeño" con un mayor contrato que el que tenía, iba a jugar en la segunda categoría del fútbol argentino y a Chicago le pagarían $500.000. Sin embargo el rechazó la oferta porque quería quedarse en el club para lograr el ascenso a la B Nacional.
Alcanzó el tan ansiado ascenso a la Primera B Nacional ganándole en una épica Promoción a Chacarita Juniors. Cumplió lo que había dicho seis meses antes y por todo eso hoy en día es recompensado

### Estudiantes de Buenos Aires
Tras concluir su tercer ciclo en Nueva Chicago, demostrando un buen nivel de juego tanto individual y colectivo. Finalmente, a mediados del año 2013, se concretó su fichaje a Estudiantes. Disputó 37 partidos convirtiendo 6 goles en la primera temporada.
Para el Torneo de Transición 2014, fue una pieza clave en la gran campaña disputando 17 partidos y convirtiendo 4 goles. A pesar del gran rendimiento tanto suyo como de todo su equipo, no logró conseguir el ascenso a la segunda división.

### Atlanta
A principios del año 2015 se oficializó su llegada a Atlanta para el Campeonato 2015 de la Primera B.

### UAI Urquiza
El jugador llega para diciembre de 2015 convencido por el club y por el técnico de que iba a tener minutos pero no terminó de convencer y no logró tenes muchas actuaciones.

### Vuelta a Sacachispas
Tras no estar entre los titulares del furgón y la UAI Urquiza haya afirmado que no lo tendrían en cuenta para lo que siguiese del año, los directivos del club de Villa Soldati se contactaron con el jugador para su vuelta al club que lo vio crecer.
Vuelve al Ruedo
En el año 2020 se suma al Club Defensores La Esperanza de Campana filial de Nueva Chicago para jugar el Torneo Copa Federación Norte

## Clubes
| Sacachispas                      | Argentina  | 1996-1998   | 0   | 0  |
| Nueva Chicago                    | Argentina  | 1999-2005   | 130 | 8  |
| Almagro                          | Argentina  | 2005-2006   | 33  | 5  |
| Instituto de Córdoba             | Argentina  | 2006-2007   | 32  | 2  |
| Nueva Chicago                    | Argentina  | 2007        | 18  | 2  |
| Slovan Bratislava                | Eslovaquia | 2007-2010   | 44  | 1  |
| Nueva Chicago                    | Argentina  | 2010 - 2013 | 106 | 15 |
| Estudiantes                      | Argentina  | 2013-2014   | 55  | 10 |
| Atlanta                          | Argentina  | 2015-2016   | 26  | 5  |
| UAI Urquiza                      | Argentina  | 2016        | 9   | 1  |
| Sacachispas                      | Argentina  | 2016-2018   | 66  | 6  |
| selección boliviana              | Bolivia    | 2018-2019   | 32  | 3  |
| Defensores de La Esperanza       | Argentina  | 2020-2021   | ?   | ?  |
| Puerto Nuevo                     | Argentina  | 2022        | 7   | 0  |
| Defensores de La Esperanza       | Argentina  | 2022 - 2023 | ?   | ?  |
| TOTALES                          | TOTALES    | TOTALES     | 552 | 57 |
| Última actualización: 01.01.2024 |            |             |     |    |

## Palmarés
|  | Club              | Campeonato                | País       | Año       |
|  | ----------------- | ------------------------- | ---------- | --------- |
|  | Nueva Chicago     | B Nacional (Ascenso)      | Argentina  | 2000-2001 |
|  | Slovan Bratislava | Superliga de Eslovaquia   | Eslovaquia | 2009-2010 |
|  | Slovan Bratislava | Copa de Eslovaquia        | Eslovaquia | 2009      |
|  | Slovan Bratislava | Supercopa de Eslovaquia   | Eslovaquia | 2000-2001 |
|  |                   | B Metropolitana (Ascenso) | Argentina  | 2011-2012 |
|  | Copa trabuco      | Penal de Olmos.           | Argentina  | 2016-2017 |

C